# Nils Schouterden
Nils Schouterden, né le 14 décembre 1988 à Bonheiden en Belgique, est un footballeur belge, aujourd'hui retraité, qui joue au poste de latéral gauche.

## Biographie
Nils Schouterden signe un contrat le 3 juillet 2017 avec le club belge du KAS Eupen.
Il met fin à sa carrière professionnelle à l'issue de la saison 2024-2025.

## Style de jeu
« Avec sa rapidité et sa combativité, Nils Schouterden peut mettre en danger la défense adverse à tout moment du match », a déclaré le directeur général du KAS Eupen, Christoph Henkel.

## Vie privée
Il a un fils nommé Lio.